# Desportos Ilustrados

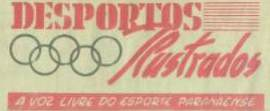
Primeira página do Desportos Ilustrados – jornal curitibano

Desportos Ilustrados foi um jornal especializado em esportes, com sede na cidade de Curitiba e circulação nas principais localidades do estado do Paraná.

## História
"Desportos Ilustrados" foi fundado em 1949 com o lançamento da primeira edição no dia 11 de abril deste ano. A iniciativa do periódico foi de Nelson Justus, F. Zgoda, M. Taddei, Manoel L. de Oliveira e Leandro de Freitas, tendo como redator-chefe, W. Rio Apa .
O objetivo do jornal era mostrar o dia-a-dia do esporte paranaense, em especial, o futebol e com o subtítulo: "a voz livre do esporte paranaense", a publicação era no formato tablóide e a sua periodicidade era semanal, indo para as bancas e jornaleiros a partir das segundas-feiras.

### Furacão
Com a manchete de primeira página da edição de 20 de maio de 1949: O “Furacão” levou o “Tigre” de roldão, o jornal informava aos seus leitores a goleada aplicada pelos jogadores rubro-negros no time do Britânia S.C. (pelo campeonato paranaense) no domingo, 19 de maio, sendo que este resultado era a quarta goleada consecutiva do CAP no certame.
A partir desta data toda a imprensa paranaense passou a denominar de “Furacão” o time do Clube Atlético Paranaense e assim nasceu o apelido que acompanha o rubro-negro da baixada até os atuais dias.

### O fim
Desportos Ilustrados: "A voz livre do esporte paranaense", teve vida curta. Com o final do campeonato de futebol paranaense de 1950 o jornal saiu de circular .